# Хидрофобност
В химията под хидрофобност (от старогръцки: ὕδωρ, хидор – „вода“ и φόβος, фобос – „страх“) се дефинира свойството на молекулите (наричани хидрофоби) да се отблъскват от водна маса.
Хидрофобните молекули са неполярни и имат склонност да се разтварят с други неполярни разтворители. Това свойство е известно като правилото: подобни се разтварят с подобни. Във водна среда хидрофобните молекули се групират и образуват мицели. Попадала върху хидрофобна повърхност водата проявява голям контактен ъгъл, образувайки сферична структура.